# 袁占亭
袁占亭（1961年9月—），男，陕西扶风人，中华人民共和国政治人物。西安交通大学信息与控制工程系工业自动化专业本科毕业，西安交通大学自动控制理论及其应用专业工学硕士，享受国务院政府特殊津贴专家。

## 生平
1979年9月至1983年9月，在西安交通大学信息与控制工程系工业自动化专业学习，获工学学士学位。1983年9月参加工作，任甘肃工业大学自动控制系教师。1985年7月加入中国共产党。1986年9月至1989年7月，在西安交通大学自动控制理论及其应用专业学习，获工学硕士学位。1989年7月，任甘肃工业大学自动控制系教师。1992年3月，任甘肃工业大学计算机工程公司副经理、总工程师。1996年3月，任甘肃工业大学电信系主任、高新技术实业总公司总工程师、计算机中心主任、校长助理。1999年5月，任甘肃工业大学副校长、党委常委。2002年9月，任甘肃工业大学校长、党委副书记。2003年5月，任兰州理工大学校长、党委副书记（期间：2004年3月－2005年1月在中央党校第二十期一年制中青班学习）。
2005年2月，任中共白银市委副书记、市政府市长、党组书记。2008年2月，任中共白银市委书记。2010年1月，任中共兰州市委副书记，兰州市人民政府代市长（2010年2月，正式当选市长）。

### 佩戴名表事件
2012年12月3日，被一位名为周禄宝的网友曝光袁占亭至少佩戴过五块手表，包括价值20万余元的江诗丹顿、15万元的镶钻欧米笳等名表。两天后，上海《东方早报》报道说袁占亭本人已知晓网络上的有关信息，他在电话里简短地表示：“现在我们省里、组织在处理这个事情。”此后，陕西《宝鸡日报》编辑因转载《东方早报》关于袁占亭的报道被处罚。12月8日，甘肃省纪委就网传“兰州市长袁占亭疑戴名表”事件作出回应，称袁占亭所戴的3块表中，价格最高的只有25100元。次日，举报人周禄宝对调查结果表示不满，称将上书中纪委。

### 调任兰州大学

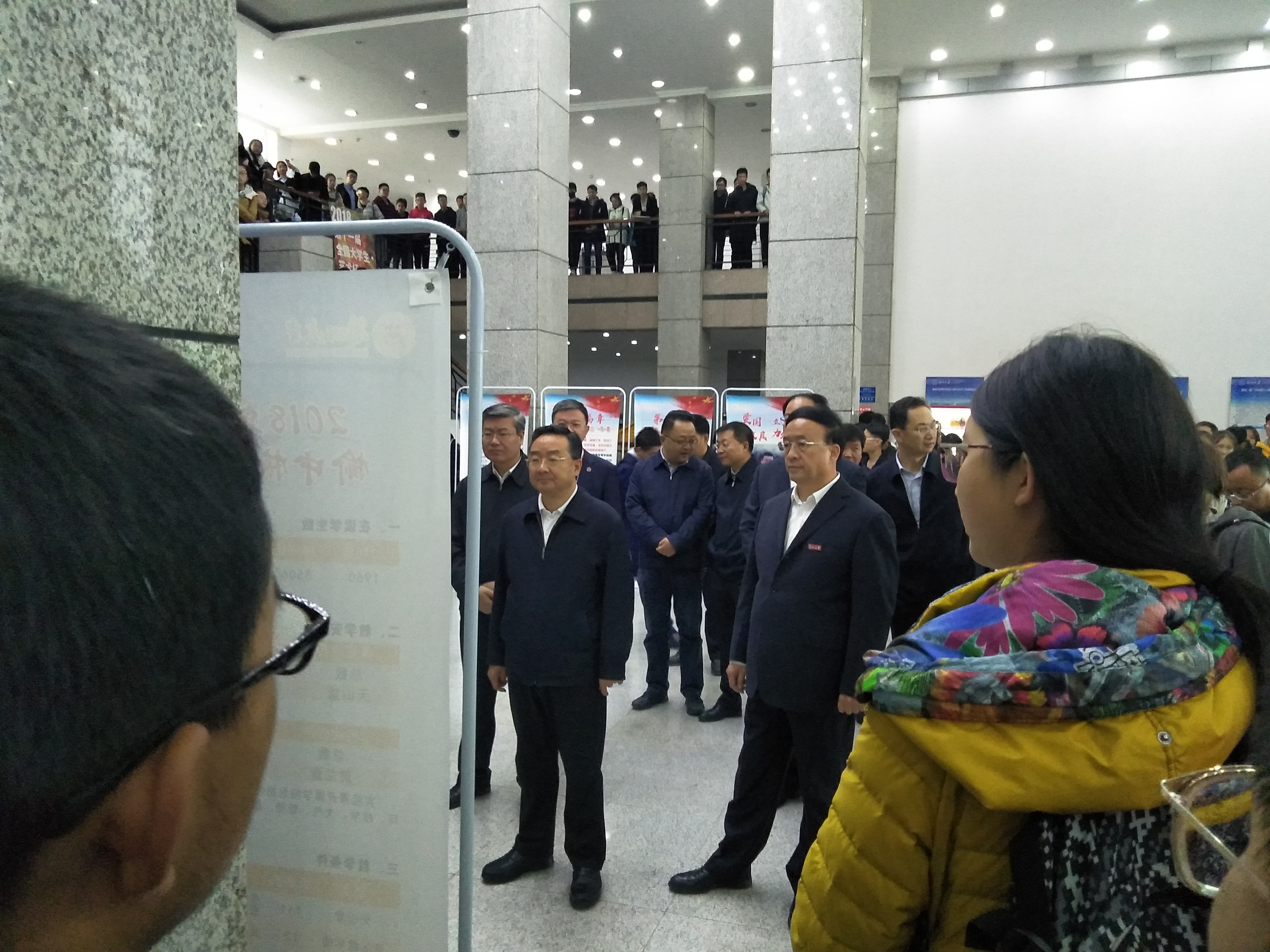
2018年10月19日，甘肃省省长唐仁健视察兰州大学榆中校区。左后方是兰州市委书记李荣灿，正后方是兰州大学校长严纯华，右边是兰州大学党委书记袁占亭。

2016年8月，任兰州大学党委书记（副部级）。2019年12月，不再担任兰州大学党委书记职务。2020年1月，任甘肃省政协党组成员。